# Mystery (Wang Fei)
Mystery (caratteri cinesi: 迷; pinyin: mí; tradotto come mistero) è un album studio mandopop dell'artista cinese Wang Fei, conosciuta anche come Faye Wong, registrato ad Hong Kong nel 1994.
Questo è stato il primo album interamente cinese dell'artista, sebbene avesse già incluso alcune canzoni cinese nei precedenti album del 1993 No Regrets e 100.000 Whys. La prima traccia di Mystery, I'm Willing (tradotta in italiano come Sono volenterosa), ha avuto successo istantaneo, donando a Faye la fama in tutta l'Asia orientale.

## Tracce
1. 我願意(管弦樂版) (Wo Yuanyi)
Sono volenterosa
2. 執迷不悔 (Zhi Mi Bu Hui)
Senza rimpianti (remix)
3. 變幻的世界在轉 (Bian Huan De Shi Jie Zai Zhuan)
Un mondo cangiante che sta girando
4. 軟弱 (Ruan Ruo)
Debole
5. 我願意(弦樂版) (Wo Yuanyi)
Sono volenterosa (unplugged)
6. 沈醉 (Chen Zui)
Intossicazione
7. 冷戰 (Leng Zhan)
Guerra fredda
8. 心太野 (Xin Tai Ye)
Cuore troppo selvaggio
9. 只願為你守著約 (Zhi Yuan Wei Ni Shou Zhe Yue)
Voglio solo mantenere una promessa per te
10. 只有我自己 (Zhi You Wo Zi Ji)
Volenterosa solo per me stessa / Solo io